# Pieter Francis Peters

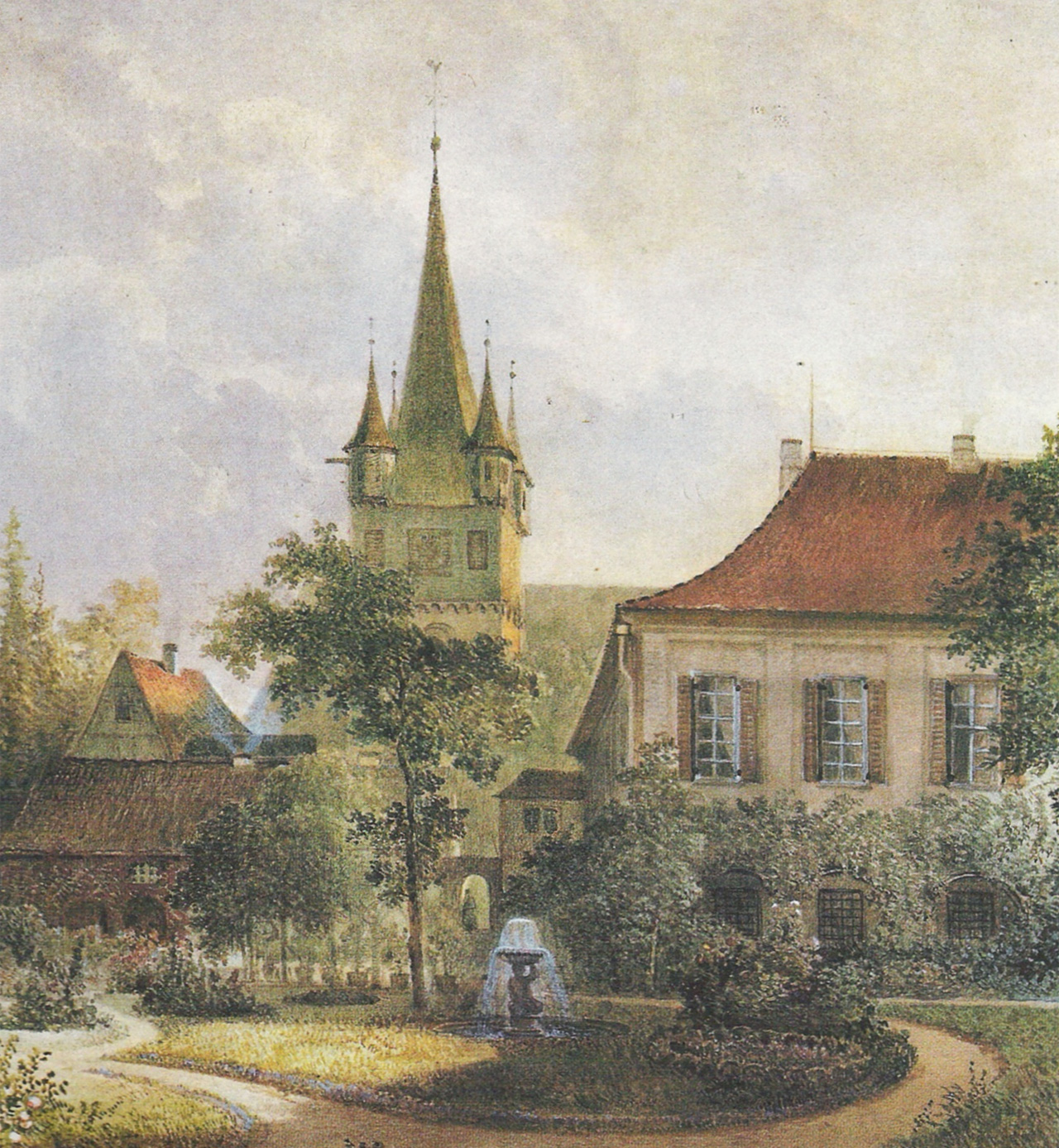
Schwaigern: Blick vom Schlosspark auf Schloss und Stadtkirche – Aquarell von Pieter Francis Peters (1851)

Pieter Francis Peters (* 7. Juni 1818 in Nijmegen; † 23. Februar 1903 in Stuttgart)
war ein in Württemberg tätiger, niederländischer Landschaftsmaler, Zeichner und Kunsthändler.

## Leben und Werk
Pieter Francis Peters wurde 1818 als Sohn des niederländischen Glasmalers Pieter Franciscus Peters sr. geboren. Er heiratete am 4. April 1842 in Ludwigsburg die in Mauren bei Böblingen geborene Holländerin Heinrike (Heinrika) Gertrude Mali († 1884), die ebenfalls einer niederländischen Malerfamilie entstammte. Das Ehepaar lebte zunächst in Mannheim, zog aber im Jahre 1845 nach Stuttgart um, um Heinrikes Brüder Christian Mali, Johannes Cornelis Jacobus Mali (1828–1865) und Hubertus Mali (1818–1839) nach dem Tode von deren Eltern in die Familie aufzunehmen.
In Stuttgart erhielt er von König Wilhelm ein Atelier im Alten Schloss und diente der Königin Olga als Reisebegleiter.
Der Ehe mit Heinrike Mali entstammen die drei Töchter Anna Peters (1843–1926), Pietronella Peters (1848–1924) und Ida Peters (1846–1923). Sie und die Brüder Mali erhielten von Vater Peters den ersten Malunterricht. Von Ida Peters sind aber keine Werke überliefert.
Durch die Einrichtung einer „permanenten Kunstausstellung“ in Stuttgart sorgte er zusammen mit dem Maler H. Herdtle für einen regen Gedanken- und Bilderaustausch mit Malerfreunden in München.
Peters weilte mit seiner Familie von 1896 bis 1903 viermal im Sommer auf Schloss Köngen südöstlich von Stuttgart, um sich künstlerisch zu betätigen. Dort gibt es auch eine ansehnliche Sammlung von Werken der Familie Peters, ebenso im Braith-Mali-Museum in Biberach an der Riß.
Während Peters zunächst von der niederländischen Romantik beeinflusst war, malte er später fast impressionistisch. Er schuf stimmungsvolle Landschaftsstudien, die das Atmosphärische betonen und weniger die getreue Naturwiedergabe.